# Carl Brodde
Carl Brodde, född 5 september 1884 i Munka-Ljungby, Kristianstads län, död 13 april 1965 i Viken, Malmöhus län, är en svensk friidrottare (femkamp). Han tävlade för Malmö AI, och vann SM-guld år 1909. 